# Щипнуто
Щипнуто (англ. Pinched) — американська короткометражна кінокомедія режисера Гарольда Ллойда 1917 року.

## У ролях
- Гарольд Ллойд
- Снуб Поллард
- Бібі Данієлс
- Вільям Блейсделл
- Семмі Брукс
- В. Л. Адамс
- Елмер Баллард
- Чарльз Стівенсон